# 詹加尔特黄耆
詹加尔特黄耆（学名：Astragalus dschangartensis）是豆科黄芪属的植物。分布在天山中部以及中国大陆的新疆等地，生长于海拔1,900米至3,100米的地区，常生长在山坡和干草原，目前尚未由人工引种栽培。